# Camposampiero
Camposampiero é uma comuna italiana da região do Vêneto, província de Pádua, com cerca de 10.667 habitantes. Estende-se por uma área de 21 km², tendo uma densidade populacional de 508 hab/km². Faz fronteira com Borgoricco, Loreggia, Massanzago, Piombino Dese, San Giorgio delle Pertiche, Santa Giustina in Colle, Trebaseleghe.

## Demografia
| Variação demográfica do município entre 1861 e 2011                               |
|                                                                                   |
| Fonte: Istituto Nazionale di Statistica (ISTAT) - Elaboração gráfica da Wikipedia |